# 8159 Fukuoka
8159 Fukuoka eller 1990 BE1 är en asteroid i huvudbältet som upptäcktes den 24 januari 1990 av de båda japanska astronomerna Kazuro Watanabe och Kin Endate vid Kitami-observatoriet. Den är uppkallad efter Takashi Fukuoka.
Asteroiden har en diameter på ungefär 7 kilometer.